# NBA Jam
NBA Jam est une série de jeux vidéo de basket de type arcade, dont le premier épisode est sorti en 1993 sur borne d'arcade (JAMMA+).
Édité par Midway, une de ses originalités est de ne proposer que du 2 contre 2. On notera également les coups spéciaux possibles après trois paniers consécutifs réussis.

## Adaptations diverses
- 4 Mars 1994
  - NBA Jam (Iguana Entertainment) : Mega Drive, Super Nintendo, Mega CD
- 1994
  - NBA Jam (Arena Entertainment) : Game Gear
  - NBA Jam: Tournament Edition (Iguana Entertainment) : Mega Drive, Super Nintendo, Game Gear
- 1995
  - NBA Jam Tournament Edition (Midway Games) : Game Boy
  - NBA Jam Tournament Edition (High Voltage Software) : Jaguar, PlayStation, Saturn
  - NBA Jam Tournament Edition : 32X
- 1998
  - NBA Jam 99 (Iguana Entertainment) : Nintendo 64, Game Boy Color
- 1999
  - NBA Jam 2000 (Acclaim) : Nintendo 64
- 2000
  -  NBA Jam 2001 (DC Studios) : Game Boy Color
- 2002
  - NBA Jam 2002 (DC Studios) : Game Boy Advance
- 2003
  - NBA Jam (Acclaim Entertainment) : PlayStation 2, Xbox, GameCube
- 2010
  - NBA Jam (Electronic Arts) : PlayStation 3, Xbox 360, Wii
- 2011
- NBA Jam: On Fire Edition : PlayStation 3, Xbox 360